# Речеи, Адам
Барон Адам Речеи (венг. Récsey Ádám; 1775, Шард — 26 октября 1852, Вена) — венгерский политик, занимал должность премьер-министра Венгрии в период с 3 октября и 7 октября во время революции 1848 года.

## Биография
В 1789 году поступил на службу в австрийскую армию. Отличился во время кампании против Голландии (1793—1794) и Италии (1796—1801), за что был произведен в подполковники.
Участник кампании 1812 года против России, сражался в австрийском вспомогательного корпусе Великой Армии Наполеона. В 1813 году участвовал в сражениях при Дрездене, Кульме и Битве народов у Лейпцига.
В 1839—1846 годах командовал войсками в Галиции, принимал участие в подавлении национально-освободительного движения в 1846 году. Получил почётное гражданство города Львова. Фельдцейхмейстер с 1846 года.
Во время революции 1848—1849 годов Фердинанд I Габсбург назначил его премьер-министром в противовес назначенному им же законному премьеру Лайошу Баттьяни. Ушёл в отставку, когда вспыхнуло восстание в Вене.